# アルムドゥードゥラー

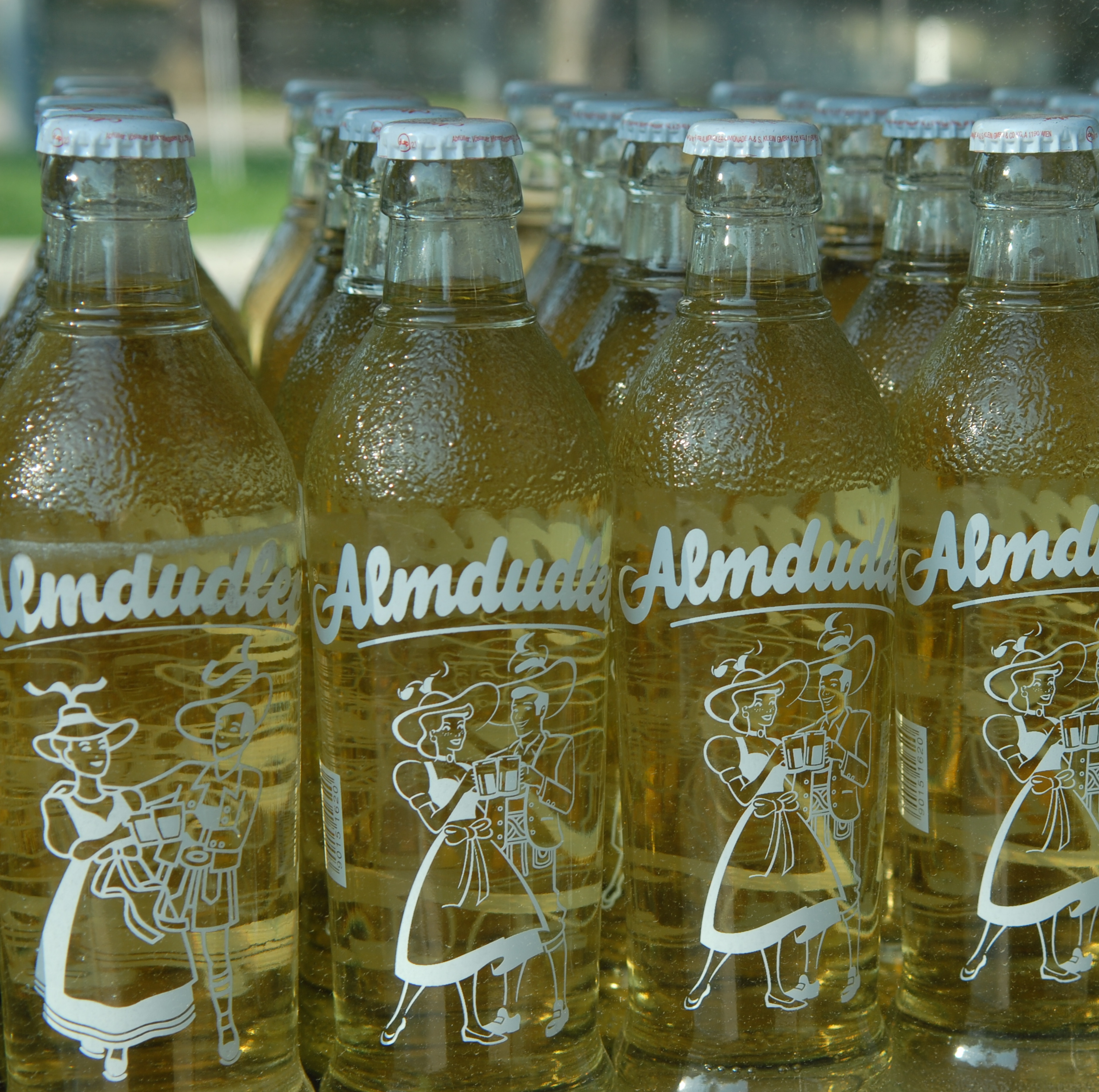
アルムドゥードゥラーのボトル

アルムドゥードゥラー（Almdudler）はオーストリアの清涼飲料水。レモネードの一種で、ハーブエキスが配合されている。
ウィーンの実業家であるエルヴィン・クラインが考案し、1957年に発売開始した。1973年に自社生産を取りやめ、他社に製造販売権を販売する形に変更した。それ以降はオーストリアを含む数か国で、数多くのメーカーによってライセンス生産されている。
クラシックアルムドゥードゥラーの他に、Light、Still、G'spritztなどがある。